# Cisseps pallens
Cisseps pallens är en fjärilsart som beskrevs av H. Edwards 1886. Cisseps pallens ingår i släktet Cisseps och familjen björnspinnare. Inga underarter finns listade i Catalogue of Life.